# Lier (muziekinstrument)
De lier of lyra is vooral bekend als een in de klassieke oudheid en middeleeuwen veel gebruikt muziekinstrument en de voorloper van de harp. Het instrument dient niet verward te worden met de draailier, een middeleeuws instrument dat ook vaak 'lier' wordt genoemd. In de Griekse cultuurperiode was de lyra een begeleidingsinstrument voor dichters. Het bestond uit een houten klankkast, waaruit twee armen staken, verbonden door een stemschroeven bevattende dwarsbalk, vanwaar vier tot zeven snaren over de klankkast liepen.Vaak werd de klankkast gemaakt van een schild van een schildpad, en de armen van horens van een dier. De darmsnaren werden zowel met de vingers als met een plectrum aangetokkeld. Ook de middeleeuwse eensnarige luit met peervormige klankkast en lange hals wordt lier genoemd.
Langzamerhand raakte het instrument in vergetelheid en diende alleen nog als symbool, om iets bijzonders uit te drukken.
In 1926 werd een nieuw type lier gebouwd door Edmund Pracht en Lothar Gärtner, nu als chromatisch gestemd snaarinstrument, waardoor het mogelijk werd nieuwe modern gecomponeerde muziek te spelen. Deze moderne lier wordt bespeeld in vier liggingen; sopraan, alt, tenor en bas. Het instrument heeft een heldere verfijnde klank. Regelmatig worden weer lieren gebouwd en bespeeld.

## In de Bijbel
In de Bijbel wordt het instrument vermeld in Gen. 4:21. Jubal is de stamvader van iedereen die op de lier of de fluit speelt, het zou een van de oudste beroepen zijn. Ook speelde David volgens het Oude Testament de lier om zo Koning Saul op goede gedachten te brengen.